# 第一次コンゴ戦争
第一次コンゴ戦争（だいいちじコンゴせんそう、フランス語: Première Guerre du Congo、英語: First Congo War）は、ザイールで1996年11月から1997年5月にかけて行われた戦争。
ザイールを32年間に渡り統治したモブツ・セセ・セコ政権が打倒され、ザイールはコンゴ民主共和国として再編された。戦争自体はザイールの国内情勢から生じたものであったが、実際には隣国のルワンダで、ルワンダ虐殺に端を発した大湖地域の難民危機と密接にリンクしたものであった。
それぞれの思惑からルワンダ・ウガンダ・アンゴラ・ブルンジなど周辺諸国が介入し、特にルワンダは反モブツ勢力に対して工作を行うなど積極的に関与した。

## 背景

### 失政
ンバンディ族出身のモブツ大統領は、冷戦期にアメリカ合衆国の支援によって1965年よりその座にあった。だが、政権下でザイール共和国は衰退し、国内総生産はこの戦争の結果によって退陣する1997年までの32年間で65%もの減少を見た。
冷戦終結と共にアフリカの指導者の交代を望んだアメリカ合衆国は支援を打ち切り、またアフリカに広がった民主化の流れは、内外からの圧力としてザイールにも及んだ。モブツは一党独裁制の終了を公約としたものの大規模な改革は望まず、内外の支持者の離反を招くことになった。ザイールは衰退を続け、経済システムへの不信から国民は闇経済に依存して生計を立てる有様であった。 そのうえ、ザイール軍（FAZ：Forces Armées Zaïroises）は、組織維持のために国民を敵とせざるを得ない状況に追い込まれていた。
中央政府は弱体化し、モブツ政権に対する内部からの抵抗もあって反政府主義者はキンシャサからは距離のあるザイール東部で、勢力確立が可能となっていた。パトリス・ルムンバを支持していた左翼勢力を含む反政府主義者はまた、キンシャサからの支配に抵抗する民族的・地域的少数者でもあった。最終的にこの戦争に勝利したカタンガ州出身のルバ族であるローラン・カビラもまた、その一人であった。他国の支援もあって東部における反政府運動は、モブツ政権による統制がもはや不可能となりつつあった。

### 民族間の緊張
東部の民族間の緊張は、数世紀にわたって続いていた（特に、土着の農耕民族とルワンダから度々移住する半遊牧のツチとの間のものが知られている）。加えて、ツチの一部は東部の原住民でもあり、コンゴ自由国設立以前の1880年代には既に移住していたが、さらにベルギーの植民地となった1908年以降、労働者として強制移住の対象ともなっていた。これに加えて、1959年に万聖節の騒乱（ルワンダ革命）によってフツがルワンダで優勢となって以降に新たに流入していた。コンゴ共和国として独立を果たす1960年までに流入したツチは、バニャムレンゲとされ市民権を与えられた。独立後の流入者はバニャルワンダとして知られたが、ザイールにおいて両者はしばしば区別されず、バニャルワンダと同様にバニャムレンゲもまた外国人として考えられていた。
1965年のモブツ政権樹立後、少数民族であるバニャムレンゲを優遇することでより多数派の民族による反政府活動を抑え、東部支配の礎とすることをもくろんだ。これは民族間の緊張を悪化させるものであり、様々な機会にそれは露呈していた。1963年から1966年にかけて、北キヴ州でフンデ語及びナンデ語を使用する複数の民族がルワンダから流入したフツ・ツチの双方と戦ったルワンダ人戦争（英語: Kanyarwandan war）でいくつかの虐殺が発生した。
1981年には市民権の制限が行われ、バニャムレンゲ及びバニャルワンダの市民権と全ての参政権が抹消された。

### ルワンダ紛争
政治的な排除と民族間の暴力により、1991年初頭にバニャムレンゲはウガンダを拠点とするツチを中心とした反政府組織ルワンダ愛国戦線との連携を構築した。
1993年から1996年にかけては、フンデ、ナンデ、ニャンガの若者がバニャムレンゲを襲撃することが常態となり、14,000人が死亡していた。1995年ザイール国会は、バニャムレンゲを含むルワンダ及びブルンジにルーツを持つ全ての人々の送還を決定した。

### ルワンダ虐殺

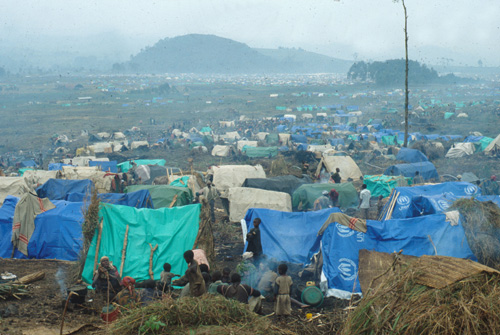
ルワンダ難民のキャンプ（1994年）

第一次コンゴ戦争の引き金となったのは1994年のルワンダ虐殺である。これにより、大量の難民が発生した（大湖地方の難民危機）。100日に及ぶ虐殺により、数十万のツチとフツ穏健派がフツ過激派により虐殺された。この虐殺は、キガリのフツ政権がルワンダ愛国戦線によって打倒されるまで続いた。
ルワンダからの難民150万人が、ザイール東部に流入した。この難民の中にはフツによる虐殺を逃れたものも、ルワンダ愛国戦線による報復を恐れたものもいた。特に後者は「虐殺者」であり元ルワンダ軍（Forces Armées Rwandaises）の部隊や、インテラハムウェとして知られるフツ系過激派民兵組織であった。
ザイール東部にキャンプを設け、ルワンダから流入してきたツチ難民、バニャムレンゲ、バニャルワンダの区別無く襲撃した。これにより1996年前半で約100人の死者が出ている。さらに、ルワンダの新政府を打倒し帰還することを目標とした新たな民兵が加わった。これは、誕生したばかりのルワンダ新政府にとって深刻な危機を意味していた。前出の理由によりモブツ政権が「元虐殺者」を制御できなかったどころか、ルワンダ侵攻のための訓練や物的支援まで行っていたことが、ルワンダによる介入を招くことになった。

## バニャムレンゲの反乱

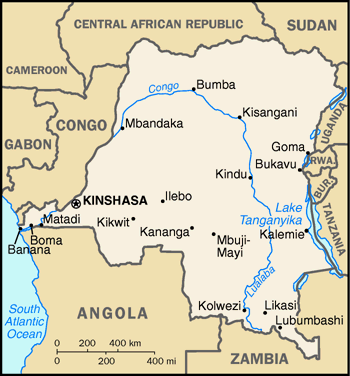
1996年のザイール

緊張激化とザイール政府が東部の統制を失ったことから、「虐殺者」が逃亡したザイール東部に対してルワンダが行動を開始した。ルワンダ政府はザイールでの活動のために1995年に民兵組織を編成、バニャムレンゲの反乱の口火となった1996年8月31日のルワンダのツチとザイールの特殊部隊の交戦に続いて行動を開始した。ザイール東部の不安定な社会情勢は存在していたものの、この反乱は一般的な反乱とは異なり、ルワンダ国防軍がザイールのツチを雇って扇動したものであった。
バニャムレンゲの反乱の初期目標は、キヴ州（1969年にマニエマ州、北キヴ州、南キヴ州に三分割された）の奪取と虐殺を続けるフツ過激派との戦闘であった。だが、反乱軍がツチの支配下にある期間は長いものでは無かった。これはモブツの苛酷で独善的な政権がザイールのあらゆるところで敵を作っていたことによるものであった。その結果、反乱軍は広範な民衆の支援を得てバニャムレンゲの反乱から全国的な革命運動へと変質したのである。
バニャムレンゲの部隊はツチ以外の民兵と合流し、コンゴ・ザイール解放民主勢力連合（AFDL：フランス語: Alliances des Forces Democratiques pour la Liberation du Congo-Zaire）がローラン・カビラを指導者として誕生した。ローラン・カビラは、長年反政府運動を行ってきた人物であり、AFDLの元となった3組織の一つの長であった。表向きはザイールの反乱であったが、ルワンダはその編成に主要な役割を果たしていた。戦争オブザーバーはルワンダ国防相と副大統領であり、ポール・カガメはAFDLはキガリから指揮・編成し、ルワンダで訓練した部隊ばかりかルワンダ国防軍の軍人も加わっていたと主張している。

## 外国勢力

### ルワンダ
カガメ自身をはじめとする熟練したオブザーバーによって、ルワンダは外国勢力としては第一次コンゴ戦争において最大の役割を担うことになった。キガリはAFDLの根拠地として部隊を編成すると共に、ルワンダ軍自体もまた派兵された。元来急激に悪化したザイールを拠点とする「虐殺者」に対する国防上の目的によるものであったが、複数の目的を侵攻により達成しようとしていた。
第一は、ザイールからルワンダ新政府に対して攻撃を行う「虐殺者」の制圧である。カガメは、ルワンダの諜報員がモブツ政権の支援により「虐殺者」がルワンダへ侵攻する計画を明確にしたと主張した。これに応じて、「虐殺者」のものである難民キャンプを解体し、ルワンダの敵となる部隊を撃破するための介入とした。
第二の目標は、カガメの目標であり、世界的にも正しいとされるであろうモブツ政権の打倒である。これは、ザイール東部からの脅威を最小化するものであり、キンシャサに傀儡政権を打ち立てる機会を得るものでもあった。この目標は表向きは、ルワンダの安全保障のためであり、なおかつ多数の国がモブツ政権に対して敵対的であったため、他国に対する脅威では無かった。国際的には、ルワンダには、アフリカの新世代の指導者であるカガメに対するアメリカ合衆国の暗黙の支持があると見なされていた。
しかし、ルワンダの真意は不明瞭であった。何人かはキャンプの解体に続いて国籍を問わずツチをルワンダに強制送還したことから、難民キャンプの解体は、虐殺によって枯渇したルワンダの労働力確保の目的があったことを指摘している。介入の動機には、幾分かは報復の意味合いがある。ルワンダ軍とAFDLは共にフツの難民キャンプで知られているだけでも数回の虐殺を行っている。一般に指摘される要因としては、 キガリに新政府を樹立したばかりのルワンダ愛国戦線がツチ国家の守護者であり、ザイールの同胞に対してもその一部であると自らを見なしたことがある。別の可能性として、ルワンダがザイール東部を欲した可能性がある。1994年から2000年まで大統領を務めたパストゥール・ビジムングは、アメリカ合衆国の駐ルワンダ大使ロバート・グリビン（Robert Gribbin）に、「大ルワンダ構想」を語ったことがある。これは、古代ルワンダがザイール東部を領有しており、この地域がルワンダ領になるべきとするものであった。ただし、ルワンダが現実的な領土要求を行ったことは無い。コンゴの紛争の歴史においてしばしば資源の違法取得が行われてきており、ルワンダもまた略奪により富を得てきたが、この目的はルワンダの動機としては大半の人々に否定されている。

### ウガンダ
ルワンダ愛国戦線の同盟者であるウガンダは、第一次コンゴ戦争においても主要な役割を担った。大統領ヨウェリ・ムセベニは、ルワンダ愛国戦線が政権奪取時に共闘したこともあって、ウガンダを司令部として使用することを許している。ルワンダ愛国戦線は、1994年には虐殺を行うキガリの政権に対する攻撃を、ウガンダから行っている。この歴史的な同盟関係により、ルワンダとウガンダは緊密な同盟関係を保ち、ヨウェリ・ムセベニはポール・カガメと第一次コンゴ戦争を通じて共闘した。ウガンダ兵はこの戦争を通じてザイールに展開し、ポール・カガメの計画に沿い、また直接的にもコンゴ・ザイール解放民主勢力連合を支援した。例えば、コンゴ・ザイール解放民主勢力連合のジェームス・カバレベ中佐は、元はウガンダの国民抵抗軍の一員で有り、フランス対外治安総局とベルギー国家保安局は、15,000人のウガンダ国籍のツチが訓練され、コンゴ・ザイール解放民主勢力連合と共に戦ったと報告している。しかし、ルワンダに対する全面的な支援を行ったわけでは無かった。これは、モブツ政権の打倒よりも、元「虐殺者」が活動している東部に反乱軍を留めておきたかったためであると報告されている。

### アンゴラ
アンゴラは1997年に入るまでは傍観者に留まっていたが、反乱軍の増勢に伴い急遽参戦した。ザイールから脱出した警察を母体とするカタンガ憲兵隊チグレス（Tigres）を第一に投入した。アンゴラ政府は、通常の部隊もまた展開させた。アンゴラはモブツ政権の幾人かが反政府組織アンゴラ全面独立民族同盟（UNITA：União Nacional para a Independência Total de Angola）に対して補給を行っていることから、第一次コンゴ戦争に関与することを選択した面もある。私腹を肥やす目的を除いてはモブツ政権とUNITAの関係にいかなる利点があるのかは定かでは無いが、確かなことはモブツが側近の行動すら制御できていないことであった。キンシャサの意図がどこにあったにせよ、アンゴラは反政府側に立って参戦することになり、脅威となるザイールとUNITAの関係を断ち切るべくモブツ政権の崩壊を目的とすることになった。

### アンゴラ全面独立民族同盟（UNITA）
モブツ政権と連合したことにより、アンゴラ全面独立民族同盟は第一次コンゴ戦争に参戦した。これは、アンゴラ政府が反政府側に立って参戦するという大きな影響をもたらした可能性がある。しかし、UNITAはザイール軍と共に少なくとも数回の戦闘を行っている。 他の事例としてポール・カガメが、ルワンダ軍が戦争終結までキンシャサ近郊で、UNITAと激戦を繰り広げたと主張している。

### その他の勢力
上記の主要勢力以外にも数多くの勢力が、第一次コンゴ戦争に関与している。ピエール・ブヨヤによる政権が確立したばかりのブルンジはルワンダ、ウガンダ両国を支援したが、限定的な軍事的支援にとどまった ザンビアとジンバブエは、反政府側に軍事物資の供給を行った。エリトリア、エチオピアと南スーダンの反政府勢力スーダン人民解放軍は、反政府側への資金援助または支持の表明にとどまった。アンゴラ全面独立民族同盟以外のモブツ政権への支援は、モブツがスーダン人民解放軍への対抗を支援してきたスーダンによるものであったが、その物量は不明であり、敵勢力の進撃を阻止するに足るものでは無かった。
また、政府側は南アフリカ共和国及びボスニア・ヘルツェゴビナ、ウクライナ、グルジア、ベルギー、フランスからの傭兵を雇用していた。これら複数のグループに別れた傭兵は「白い軍団」と呼ばれており、最も多かったのはボスニアのスルプスカ共和国独立を目指した武装勢力のセルビア人兵士だった。彼らはキサンガニ防衛を担っており、その多くは3月のキサンガニ陥落以降は撤退したが、ごく一部は終戦まで契約を継続し戦った。

## 1996年
1996年12月25日には、ルワンダとウガンダの支援により、コンゴ・ザイール解放民主勢力連合はルワンダ、ウガンダ、ブルンジとの国境地帯に800 x 100 kmの領域を確保していた。この占領地域は、政府軍に対して東部を根拠地とする反乱軍にとっては当面の目標を達成した形となった。また、外国勢力にとっては「虐殺者」によるザイールからの攻撃能力を奪うことにもなった。 緩衝地帯の確保により反乱軍の攻勢は中断し、アンゴラが参戦する1997年2月までこの状況は続いた。
この間にルワンダは「虐殺者」の根拠地として使われていた難民キャンプを解体し、ツチをルワンダに強制送還した。この過程でルワンダとその同盟軍は、フツの難民キャンプに対するものを中心とする複数の残虐行為に加担している。どの程度行われたかの真相は明らかになっていない。これは、AFDLとルワンダ愛国戦線が、報道とNGOによる残虐行為が行われているであろう地域への接近を、慎重に制御したためである。とはいえ、アムネスティ・インターナショナルはルワンダから逃れてきたフツ難民20万人が虐殺されたと主張している。

## 1997年
1997年に二つの要因によって反乱が再開した。一つはほぼ確実であるがアンゴラの参戦である。これにより政府側の戦力を上回ることになり、軍事力による勝利が現実的なものとなった。またUNITAとモブツ政権の関わりを断つ必要があったアンゴラは、モブツ政権を軍事力で打倒することを求めていた。カガメはもう一つの要因を指摘している。セルビア人傭兵隊がワリカレで戦闘したことが、「モブツ政権がルワンダに対して本格的な戦争を仕掛ける意図を示すもの」とするものである。この論理に従えば、ルワンダは当初のザイール東部の脅威を除くだけでは足りず、モブツ政権を打倒する必要があることになる。
反乱軍は進撃中、国際社会に停戦の仲介を求めていた。しかし、AFDLは停戦交渉に本腰を入れることは無く、進撃に対する国際社会からの批難をかわし、望まぬ停戦を避けるために交渉していた。ザイール軍は弱体化しており、強大なAFDLとその支援者に対して有効な抵抗を行うことは出来なかった。4月中AFDLは川沿いに進撃し、5月にはキンシャサ近郊に至った。16日に停戦交渉が決裂すると同日の戦闘でキンシャサ南東にあるルブンバシ国際空港を確保し、モブツは18日に出国した。
9月7日、モロッコでモブツが死去し、同日ローラン・カビラは大統領を称した。直ちに暴力行為の停止と秩序の回復が指示された。後にザイールはコンゴ民主共和国として再編された。

## 戦後
ローラン・カビラ指導下のコンゴ民主共和国は、モブツ政権同様に失望を招いた。経済は深刻な荒廃状態であり、新政府の腐敗した支配下でより悪化していた。さらに、カビラは政府の改革にも失敗、弱体化と腐敗は続いていた。その代わりに中央集権化を精力的に進め、自治を求める東部の少数民族との間に新たな紛争が発生していた。カビラは、他国の傀儡とみられるようになっていた。この印象を払拭し、国民の支持を得るためにかつての同盟国と手を切ることになった。その最たるものが、1998年7月26日の他国軍の撤退要求である。ルワンダを筆頭に傀儡政権の樹立を望み国内に留まっていた各国軍はしぶしぶながら応諾した。
第一次コンゴ戦争を引き起こしたいくつかの要因は、カビラ政権になっても残っていた。東部の民族間の緊張は高まったままであり、政府による干渉の余地は小さかった。歴史的な敵意は残存し、バニャムレンゲひいては全てのツチは外国人であり他国による占領状態を強化することで彼ら自身を守っているとする主張もあった。さらに、ルワンダにとっては防衛上の関心を満たす状況では無かった。強制的に送還した難民は、ルワンダ国内に紛争を持ち込む結果となった。旧来の支配階層であったルワンダ西部地方のフツの反乱がコンゴ民主共和国東部の過激派の支援を受けていたことを、ルワンダ政府自身が証明する形になったのである。コンゴ民主共和国に駐留する部隊を欠くルワンダには、内乱を抑える術は無かった。1998年8月20日、コンゴ民主共和国の2個旅団が反乱を起こした。反乱軍はルワンダとウガンダの両国と深い結びつきを持っていた。第二次コンゴ戦争の始まりである。